# Deutsches Nordmährerblatt
Das Deutsche Nordmährerblatt war eine österreichische Wochenzeitung, die zwischen 1899 und 1916 in Olmütz erschien. Sie wurde in der Buchdruckerei Laurenz Kullil verlegt, Chefredakteur war Ferdinand Seidl, Herausgeber Gustav Bodirsky.
Es erschien zuerst wöchentlich, in den Wahljahren zum Reichsrat 1907 und 1911 zeitweise zwei Mal pro Woche. Auch ab Oktober 1913 wurden zwei Ausgaben pro Woche gedruckt, ab August 1913 sechs Ausgaben und ab November 1913 bis zur Einstellung des Blattes im Dezember 1916 erschien es täglich. Die Blattlinie war deutschvölkisch, im Nebentitel wurde es als Organ diverser deutschnationaler Vereinigungen bezeichnet.